# Clypeosphaeria
Clypeosphaeria es un género de hongos de la familia Clypeosphaeriaceae.